# Doom 64
Doom 64 és un videojoc per la Nintendo 64 llançat per Midway Games el 1997. Forma part de la saga de videojocs d'acció en primera persona anomenada Doom.
La línia del joc segueix els esdeveniments dels jocs anteriors a aquest.

## Mapes o nivells
Doom 64 conté 32 nivells originals:
| - MAP01: Staging Area - MAP02: The Terraformer - MAP03: Main Engineering - MAP04: Holding Area - MAP05: Tech Center - MAP06: Alpha Quadrant - MAP07: Research Lab - MAP08: Final Outpost - MAP09: Even Simpler - MAP10: The Bleeding - MAP11: Terror Core - MAP12: Altar Of Pain - MAP13: Dark Citadel - MAP14: Eye Of The Storm - MAP15: Dark Entries - MAP16: Blood Keep | - MAP17: Watch Your Step - MAP18: Spawned Fear - MAP19: The Spiral - MAP20: Breakdown - MAP21: Pitfalls - MAP22: Burnt Offerings - MAP23: Unholy Temple - MAP24: No Escape - MAP25: Cat And Mouse - MAP26: Hardcore - MAP27: Playground - MAP28: The Absolution - MAP29: Outpost Omega - MAP30: The Lair - MAP31: In The Void - MAP32: Hectic |